# 파트리카
파트리카(이탈리아어: Patrica)는 이탈리아 라치오주 프로시노네도에 위치한 코무네다. 로마로부터 남동쪽 70km, 프로시노네로부터 남서쪽 10km 거리에 있다.